# Amaranthus venulosus
Amaranthus venulosus är en amarantväxtart som beskrevs av Sereno Watson. Amaranthus venulosus ingår i släktet amaranter, och familjen amarantväxter. Inga underarter finns listade i Catalogue of Life.